# Ziabiang
Ziabiang is een bestuurslaag in het regentschap Nias Selatan van de provincie Noord-Sumatra, Indonesië. Ziabiang telt 292 inwoners (volkstelling 2010).